# TV Iguaçu
TV Iguaçu é uma emissora de televisão brasileira sediada em Curitiba, capital do estado do Paraná. Opera no canal 4 (39 UHF digital) e é afiliada ao SBT. É a cabeça de rede da Rede Massa, rede de televisão pertencente ao Grupo Massa, que transmite para mais 4 emissoras espalhadas pelo interior do estado. Seus estúdios estão localizados no bairro Parolin, e seus transmissores estão na torre da Band Paraná, no bairro Pilarzinho.

## História

Logotipo utilizado pela emissora entre 1967 e 1989.

A TV Iguaçu foi inaugurada no dia 27 de dezembro de 1967, pelo então governador do Estado, Paulo Pimentel, proprietário de um grupo homônimo que também possuía jornais e rádios. A sua sede, a exemplo da primeira sede da TV Paraná, foi concebida para especialmente para abriga-la, e possuía três estúdios e um auditório. Grande parte de sua estrutura física permaneceu inalterada durante anos, e, na época de sua inauguração, contava com os melhores equipamentos disponíveis na época, utilizando transmissores Marconi e gravando sua produções em videotapes Ampex.
Do início de suas operações até 1972, a programação da TV Iguaçu consistia numa mescla de programas próprios, como o noticioso Show de Jornal (um marco na época), e atrações da TV Record que vinham de São Paulo em forma de videotapes, pois não existiam transmissões correntes em sistema de micro-ondas.
Entre 1972 e 1976, a TV Iguaçu foi afiliada à Rede Globo, mas devido às pressões exercidas por autoridades ligadas ao governo militar do então presidente da República na época, general Ernesto Geisel, que eram contrários à ascensão política de Paulo Pimentel, foi exigida a rescisão do contrato com a Rede Globo. Desde então, a TV Paranaense, que desde o início da década de 1970 era controlada por um grupo de empresários liderados por Francisco Cunha Pereira Filho, passava a retransmitir o sinal da emissora carioca, e a TV Iguaçu, após dois anos com programação independente, se transformou em afiliada da Rede Tupi, que estava inserida em uma profunda crise financeira, culminando com sua falência em 1980.
Em 1981, a TV Iguaçu se transformava numa das primeiras afiliadas do Sistema Brasileiro de Televisão. Até os dias atuais, ela continua retransmitindo o sinal da emissora de Silvio Santos, juntamente com a TV Cidade de Londrina, TV Tibagi de Apucarana e TV Naipi de Foz do Iguaçu. No dia 17 de março de 2008, as quatro emissoras do grupo foram vendidas para o apresentador Carlos Massa, que formou então a Rede Massa.
Em agosto de 2021, a Rede Massa adquiriu um galpão de 3.000 m² localizado no bairro Parolin, que havia pertencido à Soft Cine Produções, e instalou nele os estúdios da TV Iguaçu, que deixou a antiga sede no bairro das Mercês após 53 anos. A nova estrutura foi oficialmente inaugurada em 13 de dezembro, juntamente com a nova programação da rede.

## Sinal digital
| Canal virtual | Canal digital | Resolução de tela | Programação                              |
| ------------- | ------------- | ----------------- | ---------------------------------------- |
| 4.1           | 39 UHF        | 1080i             | Programação principal da TV Iguaçu / SBT |
| 4.2           | 39 UHF        | 480i Widescreen   | TV Escola Curitiba (sem áudio e vídeo)   |

A emissora iniciou suas transmissões digitais no dia 30 de janeiro de 2013, através do canal 39 UHF. Antes, o sinal da emissora no formato só podia ser captado pelo canal 504 da NET em Curitiba, que entrou no ar no dia 2 de agosto de 2011. No dia 27 de outubro de 2014, toda a programação da emissora passou a ser exibida em alta definição, sendo que antes de sua extinção, o Melhores da Massa teve programas gravados no formato entre 2013 e 2014.
Em 4 de maio de 2020, em parceria com a Prefeitura Municipal de Curitiba, a TV Iguaçu e outras emissoras da Rede Massa no interior do estado colocaram no ar a TV Escola Curitiba, para exibir teleaulas aos alunos da rede pública de ensino que ficaram sem ir para a escola em razão da pandemia de COVID-19, através do subcanal 4.2.
Transição para o sinal digital
Com base no decreto federal de transição das emissoras de TV brasileiras do sinal analógico para o digital, a TV Iguaçu, bem como as outras emissoras de Curitiba, cessou suas transmissões pelo canal 4 VHF no dia 31 de janeiro de 2018, seguindo o cronograma oficial da ANATEL. O switch-off aconteceu às 23h59, interrompendo a exibição do Programa do Ratinho para a exibição de um clipe com imagens dos programas da emissora, seguido de uma contagem regressiva para o corte definitivo do sinal, que foi feito no controle mestre pelo seu proprietário, Carlos Massa.

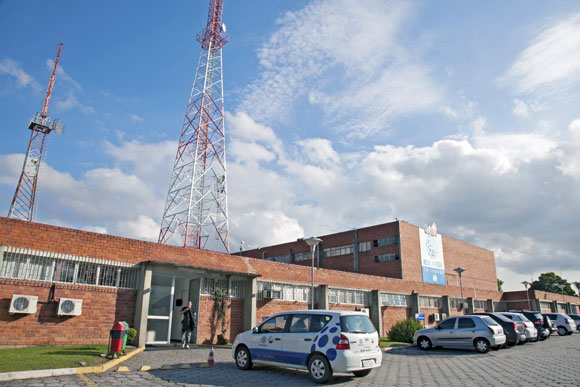
Antiga sede da emissora, no bairro Mercês, 2013